# Holomelina cocciniceps
Holomelina cocciniceps là một loài bướm đêm thuộc phân họ Arctiinae, họ Erebidae.